# Џим Хенсон
Џим Хенсон (Гринвил, 24. септембар 1936 — Њујорк, 16. мај 1990) је био амерички луткарски уметник, уметник, аутор стрипова, филмски иноватор, сценариста, писац песама, музичар, глумац, режисер и продуцент међународно познат као творац "Мапетоваца".
Још за време средњошколских дана које је проводио у Хајатсвилу (држава Мериленд) Хенсон је почео да се бави луткарством. Као студент на Универзитету Мериленд (University of Maryland, College Park), већ је путем скеч-комедије "Сем и другови" (Sam and Friends) која је доспела и на телевизију, створио оригиналне ликове. Један од њих касније је постао његов уједно најпознатији карактер жабац Кермит (енгл. Kermit the Frog). Након завршених студија на овом универзитету, са дипломом економисте, почео је да прави рекламе за кафу и да развија експерименталне краткометражне филмове. Из осећаја да може да створи више, 1958. оснива своју уметничко-креативну компанију "Лутке ДД." (Muppets Inc.) која касније постаје компанија са његовим именом (Jim Henson Company).

## Кратка биографија
Хенсон није био широко познат пре 1960-их, када се (стар 32 године) придружио тиму дечје образовне емисије Улица Сезам (Sesame Street), где је учествовао у развоју лутака и других карактера. У то време појављивао се и као глумац у скеч-комедији "Уживо суботом увече" (Saturday Night Live). Са планом да створи оригиналан Бродвеј шоу, 1976. године креира Мапете (The Muppet Show), и од тада његови иконични ликови, као што су жабац Кермит (Kermit the Frog), пијаниста Ролф (Rowlf the Dog) или Ерни (Ernie) из улице Сезам, већ су му осигурали легат славе.
По креативности и према свему што је створио, слободно се може рећи да је Хенсон био "Дизни" луткарства. Без његовог креативног доприноса данас много тога не би постојало, или би бар било много другачије у филмској индустрији. Његово име стајало је и поред имена Џорџа Лукаса, творца Звезданих ратова (Star Wars) коме је помагао креативним додатком за ову иконичну франшизу у виду Јоде, иако самог лика није покретао он него његов сарадник Франк Оз.
За више од 20 година колико је провео на развоју Улице Сезам дао је неизбрисив допринос, био је учитељ и инспирација читавих генерација не само на пољу луткарства, него и у низу других медија. Створио је више филмских пројеката, за које је добио ЕМИ (Emmy Award), а постхумно је 1991. унет на плочник Холивудске стазе славних (Hollywood Walk of Fame). Још једно посмртно признање добио је 2011. када је уврштен у Дизни Легенде (Disney Legend).
Џим Хенсон умире нагло и неочекивано, са свега 53. године, од безазлене али тврдоглаво нелечене упале грла – шок који је широко потресао филмску и ТВ индустрију.

## Филмска продукција
Само три године након покретања ТВ шоуа, Мапети су се појавили и на широком платну, у целовечерњем филму "Мапетовци у филмској авантури" (The Muppet Movie). Остварење је доживело неочекиван успех, и са више од $65,2 милиона долара прихода само у САД, у то време стало у ред као 61. комерцијално најуспешније дело свих времена.
Песма из филма "The Rainbow Connection", коју је у улози Кермита певао Хенсон добила је Оскара у категорији за најбољу песму. Охрабрен успехом, Хенсон 1981. креира наставак првог дугометражног филма под називом "Велика Мапет мисија" (The Great Muppet Caper). Успех ни ту није изостао и Хенсон одлучује да престане са – иако и даље популарним – ТВ шоуом Мапета да би се искључиво посветио филмским остварењима. Наравно, то није био потпуни крај ТВ појављивањима Мапетоваца, који су и даље били тражени.
Већ поменуто учешће у Ратовима Звезда догодило се 1979, када га је Лукас, и сам фан Мапетоваца, замолио да помогне уметнику Стјуарту Фриборну (Stuart Freeborn) у креирању енигматске фигуре џеди учитеља Јоде, у наставку франшизе "Империја узвраћа ударац" (The Empire Strikes Back).
1982. Хенсон оснива "Задужбину Хенсон" (Jim Henson Foundation) да промовише развој луткарске уметности. У то време проширио је свој рад на остварења са ширим контекстом, у којима нису учествовали samo комични Мапети. Такво дело је био филм "Мрачни кристал" (The Dark Crystal) снимљен 1982. године, који је доживео премијеру и у нашим биоскопима, а касније и на телевизији. Речима самог Хенсона:
| „Желео сам да будем потпуно реалистичан, правећи кораке ка приказивању света који је стварнији, где бића која приказујеш више нису само симболична представа нечега, већ само биће уживо.” |

Да би створио јаче одступање од стила карикираних Мапетових ликова, лутке у филму The Dark Crystal је засновао на концептуалној уметности СКИ-ФИ сликара Брајана Фрода (Brian Froud). И креативно-иновативни Тамни Кристал је постао финансијки успех, као што је то био и 1984. још један наставак Мапетових "Мапетовци у Менхетну" (The Muppets Take Manhattan) у режији Франка Оза. Ипак, дошло је и до критичког разочарења, са новим филмом који је у стилу ранијег Тамног Кристала 1986. режирао сам Хенсон: филм "Лабиринт" (Labyrinth) коштао је превише у односу на приходе од гледаности, иако га је Њујорк тајмс (The New York Times) назвао "одличним филмом".
Комерцијални, ако не и критичарски, неуспех "Лабиринта" јако је деморалисао Хенсона, који је пао у депресију, иако је филм касније хваљен као класично култно остварење. Да ли и због тога, Хенсон и супруга Џејн су се годину дана касније развели, иако су и касније остали блиски, а његова супруга изјавила: "Џим је толико био преокупиран послом, да му је остало веома мало времена за мене и децу." О његовој перфекционистичкој посвећености послу говори и чињеница да је сво петоро његове деце радило на Мапетима још од њихове младости, јер како је кћерка Шерил изјавила: "то је био најбољи начин да се тати буде близу."
Иако је и даље био активан на дечјој телевизији, као на пример у креирању одличног шоуа "Лудачки рок" (Fraggle Rock) 1983, и анимиране серије "Мапет бебе" (Muppet Babies), Хенсон је и даље експериментисао са тамнијим, мистичнијим и не толико дечијим темама, чији је корен на пример у митологији. За остварење које је 1988. настало из такве идеје "Приповедач" (The Storyteller) одмах је следио још један ЕМИ. Само годину дана касније Хенсон добија ЕМИ за још један ТВ шоу, "Сат са Џим Хенсоном" (The Jim Henson Hour) где су се детињасти ликови Мапетоваца достицали озбиљнијих и "одраслијих" тема.
Касне 1989. Хенсон ступа у преговоре са компанијом Дизни у вези продаје своје корпорације (за не мање од $150 милиона) надајући се да ако тако велика фирма преузме пословање, он може слободније да се посвети креирању нових идеја. Предлог је 1990. резултирао у сарадњи и Хенсон ствара филм "Мупети у Дизниленду" (The Muppets at Walt Disney World) и специјални шоу посвећен његовим луткама приказан у Дизниленду под називом "3Д Мапетвизија Џима Хенсона" (Jim Henson's Muppet*Vision 3D). Хенсон је имао и многе друге идеје у плану са Дизнијем, али је пре смрти успео да оствари још само једну, Дизни шоу под називом "Острво мале сирене" (Little Mermaid's Island).
Непосредно пре смрти, Хенсон је такође дао допринос једном изузетном остварењу, а то је био његов пројекат са илустратором Вилјемом Стоутом (William Stout) који је по плану требало да буде пројекат "аниматроничних" (роботом покретаних) диносауруса. Априла 1991. његова компанија (The Jim Henson Company) почела је да приказује комични ситком "Диносауруси" (Dinosaurs), за који се знало да је његову концепт-идеју осмислио сам Хенсон и да је о њеном остварењу маштао још три године раније. На серији је радио до своје смрти.
Фебруара 2004. Компанија Дизни откупила је ексклузивна права Мапетових ликова, али не и оних од Улице Сезам које припадају другој компанији – "Sesame Workshop".